# Jindřich VII. Bavorský
Jindřich VII. Bavorský (okolo 1005 – 16. října 1047) byl lucemburský hrabě (jako Jindřich II.) a bavorský vévoda.

## Život
Narodil se okolo roku 1005 jako syn Fridricha Lucemburského, hraběte z Moselgau a Ermentrudy, hraběnky z Gleibergu.
Roku 1026 zdědil po svém strýci Jindřichovi I. Lucemburské hrabství, které zahrnovalo i opatství sv. Maximina v Trevíru a sv. Willibrorda v Echternachu. Roku 1042 obdržel bavorské vévodství od císaře Jindřicha III. Černého, který potřeboval razantního bavorského vévodu, který by byl schopen vypořádat se s nájezdy maďarského krále Samuela Aby.
Nikdy se neoženil. Jeho bratr Giselbert se stal jeho nástupcem v Lucembursku, zatímco Bavorsko dostal Konrád I. Bavorský.